# Luiz da Rocha (café)
Luiz da Rocha é um café, pastelaria e restaurante localizado no centro da cidade de Beja. Este espaço histórico foi inaugurado pelo doceiro Luiz da Rocha a 25 de maio de 1893. Para além da doçaria conventual que aprendeu com um doceiro local também criou e reinventou vários doces da zona como a queijada de requeijão. Atualmente este estabelecimento é gerido pela cooperativa Os Trabalhadores Unidos criada em 1976 para a gestão e manutenção do espaço.
Durante o Estado Novo, e até à revolução de abril, este espaço foi o ponto de encontro da elite bejense, sendo frequentado pela alta sociedade, latifundiários, pides, governadores civis e presidentes de câmara. Após o 25 de Abril foi reivindicado pela comunidade tendo sido o ponto de encontro de revolucionários e intelectuais. Atualmente este é um dos locais de referência da cidade apreciado pela sua história e gastronomia.
Este estabelecimento é um repositório do património gastronómico tendo no seu cardápio uma série de doces conventuais e locais tradicionais da região. 

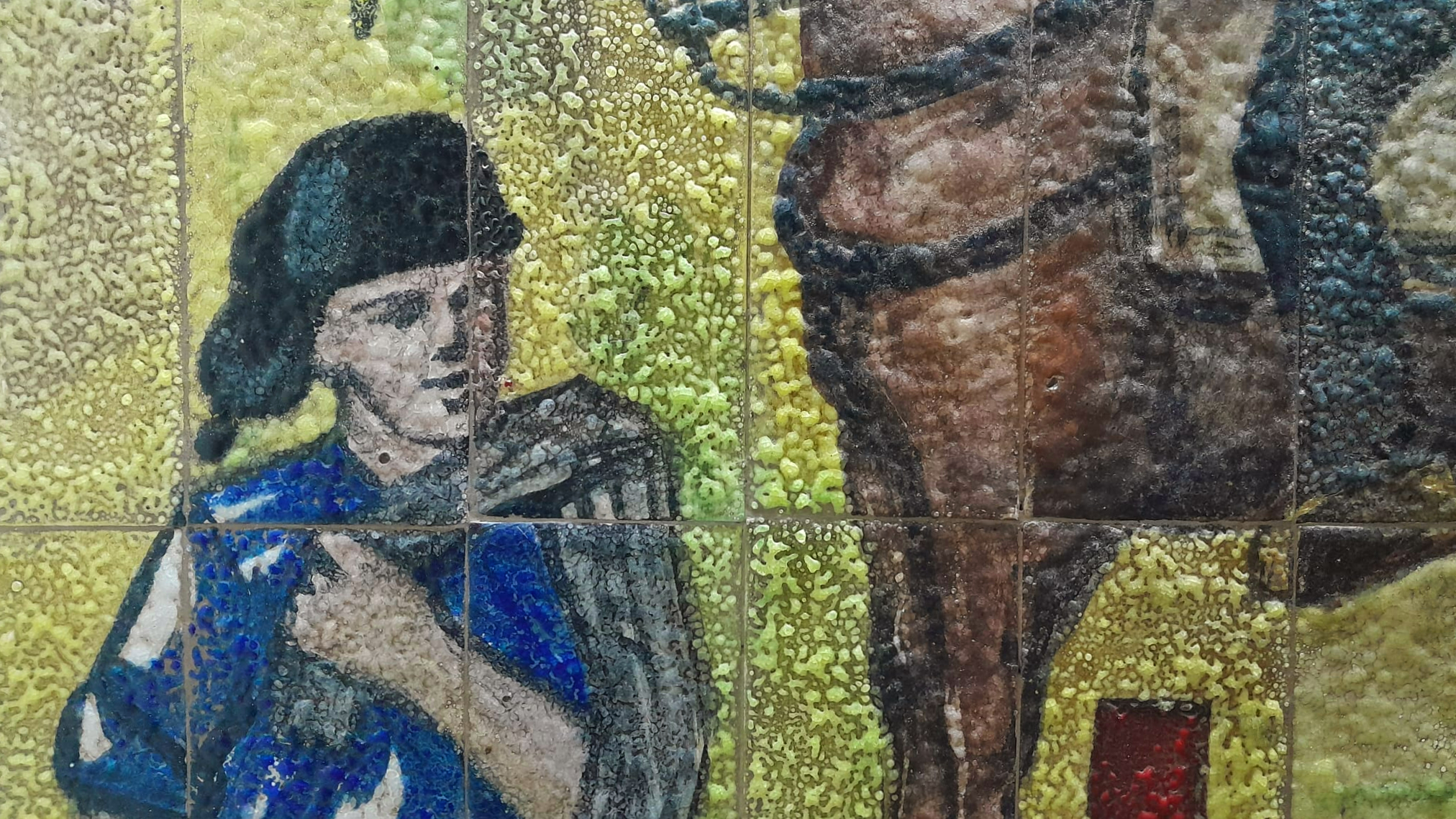
Pormenor de painel de esmalte no café luiz da Rocha.

O edifício possui uma arquitetura sóbria e com características do século XX assim como vários painéis de esmaltes com valor artístico.

## Doçaria
- Babá
- Doce fino
- Pastel de laranja
- Pastel de nata
- Pastel de nata e gila
- Porquinho doce[5][6]
- Queijada de pão
- Queijada de requeijão
- Tarte de amêndoa
- Torta de alfarroba
- Trouxa de ovos